# クリスティー麻里子
クリスティー麻里子（クリスティーまりこ）は、日本のファッションモデル。神奈川県横須賀市出身。
文化学園大学国際ファッション文化学科卒業。ESPRIT所属。この存命人物の記事には、出典がまったくありません。

## 出演

### 広告
- グランドデュークス 「シーガルフォー」（2017年）
- テスコム（2017年）
- リジュイ&ザ・グローブ ブライダルフェア（2017年）
- イトーヨーカドー（2017年）
- ESTEE LAUDER（2018年）
- ライトオン（2018年 - ）
- THE KAWABUN NAGOYA（2018年）
- &.NOSTALGIA（2018年 - ）
- フェリスクレール（2018年）
- Cocoonist（2018年）
- アンダーズ東京（2018年）
- オランジュ：ベール（2018年）
- ストライプインターナショナル（2018年 - ）

### TV
- 文化福祉番組「世界はほしいモノにあふれてる」～アメリカ西海岸おとなかわいいスニーカーを探す旅～（NHK-2018年1月17日）

### ショー
- 川越丸広百貨店 デザイナー トモ・タムラ ファッションショー
- シブカル祭。津野青嵐ショー
- 詩仙堂TOMO COLLECTION ファッションショー【詩仙ロマン】
- ウエコレコンセプトウエディングイベント

## 雑誌
- 横浜・湘南Wedding（ウインドアンドサン）
- VoCE（講談社）
- FRaU（講談社）
- Hair mode（女性モード社）
- 新美容
- Zipper(祥伝社）
- ar（主婦と生活社）
- ViVi（講談社）
- Cancam（小学館）
- 月刊BOB（髪書房）
- PERK（ミディアム）
- kodomoe（白泉社）
- JJ（光文社）
- ゼクシィ（リクルート）
- BabyLife（エイ出版社）